# Sheba Deireragea
Sheba Deireragea (Denigomodu, 28 mei 1986) is een Nauruaans gewichthefster. 
Deireragea is actief in de 75 kilogram-klasse. Haar eerste internationale optreden vond plaats op de Gemenebestspelen 2002 in Manchester, toen ze nog in de 69 kilogram-klasse actief was. Bij het gewichtheffen op de Gemenebestspelen 2006 bezorgde Sheba haar thuisland Nauru, de kleinste eilandnatie ter wereld, een zilveren medaille bij de vrouwen (75 kilogram). Naast de bronzen medaille van haar mannelijke landgenoot Itte Detenamo zorgde ze er mede voor dat Nauru in de medaillespiegel voor het gewichtheffen op een gedeelde tiende plaats eindigde (samen met Kameroen), en op een globale 25e plaats, gedeeld met Botswana en Malta.